# Ярошевич, Светлана Анатольевна
Светлана Анатольевна Ярошевич (род. 28 января 1978, Абакан, Красноярский край) — российская спортсменка (вольная борьба), призёр Кубка мира в команде, пятикратная чемпионка России, чемпионка Азии, участница зимних Паралимпийских игр 2010 года.

## Карьера
В 1990 году начала заниматься борьбой. Является выпускницей абаканского училища олимпийского резерва.
С 2003 года выступала за Казахстан. В июне 2003 года в Нью-Дели стала чемпионкой Азии. 6 ноября 2003 года на трассе Абакан — Саяногорск, управляя автомобилем, в которой также находилась её старшая сестра, из-за выехавшего на встречную полосу автомобиля вывернула в кювет, по которому проехала 300 метров, автомобиль перевернулся, в результате которой получила травму позвоночника, после чего может передвигаться только на коляске.
Благодаря Ирине Громовой вернулась в спорт. Занималась лыжными гонками, биатлоном, лёгкой атлетикой. Выступала за Россию на зимних Паралимпийских играх 2010 года в Ванкувере в лыжных гонках.

## Спортивные результаты
- Чемпионат Европы по борьбе среди юниоров 1995 — ;
- Чемпионат Европы по борьбе среди юниоров 1996 — ;
- Чемпионат мира по борьбе среди юниоров 1998 — ;
- Кубок мира по борьбе 2001 (команда) — ;
- Кубок мира по борьбе 2001 — 7;
- Чемпионат мира по борьбе 2001 — 4;
- Чемпионат мира по борьбе 2003 — 8;
- Чемпионат Азии по борьбе 2003 — ;

## Личная жизнь
6 февраля 2013 года родила мальчика, которого назвали Дмитрий.